# Stipiturus
Stipiturus és un gènere d'ocells de la família dels malúrids (Maluridae ).

## Taxonomia
Segons la Classificació del Congrés Ornitològic Internacional (versió 2.5, 2010) aquest gènere està format per tres espècies:
- Stipiturus malachurus - malur cua de palla meridional.[2]
- Stipiturus mallee - malur cua de palla del Mallee. Nativa d'Austràlia i Tasmània. Habita en boscos temperats i vegetació arbustiva de tipus mediterrani.[3]
- Stipiturus ruficeps - malur cua de palla septentrional.